# Fred Morris (Fußballspieler, 1893)
Frederick „Fred“ Morris (* 27. August 1893 in Tipton; † 4. Juli 1962 ebenda) war ein englischer Fußballspieler. Zumeist eingesetzt auf der linken Halbstürmerposition, war der zweifache englische Nationalspieler langjährig für West Bromwich Albion aktiv und als Torschützenkönig in der Saison 1919/20 maßgeblich mitverantwortlich für den Gewinn der ersten englischen Meisterschaft in der Vereinsgeschichte der „Baggies“.

## Profikarriere

### Im Verein
Technisch versiert, kräftig gebaut, antrittsschnell und mit einem guten Sinn für das „Spiel ohne Ball“ ausgestattet, setzte sich der bereits in jungen Jahren als hochtalentiert geltende Morris in der Saison 1911/12 zunächst in der B-Elf von West Bromwich Albion durch. Er debütierte am 13. April 1912 gegen den AFC Sunderland für die erste Mannschaft des Erstligisten und schoss auf Anhieb das einzige Tor des Spiels. Bis zum Ende der Saison kam er noch weitere fünf Male in der First Division zum Einsatz und erzielte dabei – wenngleich jeweils nur „Ergebniskosmetik“ – gegen die Blackburn Rovers (1:4) und The Wednesday (1:5) zwei weitere Treffer. Zum Finaleinzug seines Klubs im FA Cup im Jahr 1912 trug er noch nichts bei; in keiner Runde wurde er von Trainer Fred Everiss berücksichtigt.
Entgegen seiner späteren Position als linker Halbstürmer, agierte Morris zu Beginn seiner Laufbahn als Vertretung von Bob Pailor häufiger im Angriffszentrum; mit seinen guten Torjägerqualitäten kam er so in 19 Ligaspielen der Saison 1912/13 zu neun Treffern, womit er hinter Pailor zweitbester Torschütze seines Klubs war. Dazu errang er mit der zweiten Mannschaft im Jahr 1913 die „Birmingham & District League“. Ab Dezember 1913 eroberte er sich sukzessive seine halblinke Position und der endgültige sportliche Durchbruch gelang ihm in der Saison 1914/15. Trotz des etwas zurückgezogenen Postens war er mit elf Toren in 28 Ligapartien treffsicherster Akteur seines Teams. Weiteren Entwicklungen nach dieser „Initialzündung“ stand der Ausbruch des Ersten Weltkriegs entgegen. Der offizielle Spielbetrieb der Football League pausierte bis zur Saison 1919/20. Morris selbst diente seinem Land in heimischen Ruislip und Bookham; dazu war er in Frankreich stationiert. Während dieser Zeit stand er als „Gastspieler“ in den Mannschaften des FC Watford, Tipton Excelsior und FC Fulham – für den zuletzt genannten Klub schoss er insgesamt 24 Tore.
Nach Wiederaufnahme des Spielbetriebs im Jahr 1919 lieferte Morris das sportlich beste Jahr in seiner Profikarriere ab. Nicht nur gewann er mit West Bromwich Albion erstmals in der Vereinsgeschichte die englische Meisterschaft; dazu steuerte er alleine 37 Ligatreffer bei und war damit Torschützenkönig der First Division. Besonders beeindruckend war dabei sein äußerst effektives Zusammenspiel auf der linken Seite mit Howard Gregory. In den folgenden Jahren ließ sich dieser Erfolg zwar nicht mehr wiederholen, aber Morris blieb in den anschließenden drei Spielzeiten mit jeweils 16, 11 und 14 Toren im zweistelligen Bereich und war in der Saison 1920/21 erneut treffsicherster Schütze des Klubs. Die Mannschaft platzierte sich dabei zumeist im Mittelfeldbereich und als ihm zur Mitte der Spielzeit 1923/24 der 18-jährige Charlie Wilson immer mehr seinen Platz streitig machte, verließ Morris im August 1924 den Verein nach insgesamt 287 Pflichtspielen und 118 -toren. Er war damals der erste Akteur von West Bromwich Albion, der die 100-Ligatore-Marke erreicht und überschritten hatte.
Nach einer Saison 1924/25 beim Drittligisten Coventry City, als er noch einmal acht Tore in 22 Meisterschaftsbegegnungen schoss, ließ Morris seine Karriere bis 1930 beim niederklassigen Oakengates Town ausklingen.

### Auswahlmannschaften
Morris hatte bereits im Jahr 1911 in englischen Jugendauswahlmannschaften gestanden. Anschließend stand nach einer guten Vereinssaison 1914/15 einer möglichen Weiterentwicklung in der englischen A-Nationalmannschaft der Ausbruch des Ersten Weltkriegs im Weg. Erst nach Wiederaufnahme des Spielbetriebs und im Zenit seiner sportlichen Laufbahn während der Meisterschaftssaison 1919/20 debütierte er am 10. April 1920 für England gegen Schottland. Dabei schoss er ein Tor zum 5:4-Sieg. Es folgte am 23. Oktober 1920 noch ein zweiter und letzter Auftritt für die „Three Lions“ gegen Irland (2:0), bei dem er jedoch leer ausging. Weitere repräsentative Auftritte beschränkten sich auf eine Auswahlmannschaft der Football League.

## Nach der sportlichen Karriere
Zurück in seiner Heimat Tipton blieb Morris nach dem Ende seiner aktiven Laufbahn dem Profifußball weitgehend fern. Er ging einem bürgerlichen Beruf nach und starb dort 68-jährig im Juli 1963.

## Titel/Auszeichnungen
- Englischer Meister: 1920
- Torschützenkönig der höchsten englischen Fußballliga: 1920